# Terjoden
Terjoden is een dorp in de voormalige gemeente Erembodegem in de Belgische provincie Oost-Vlaanderen. Toen Erembodegem in 1976 naar aanleiding van de fusies werd opgedeeld, werd Terjoden voor de helft deel van de fusiegemeente Haaltert. De andere helft bleef deel uitmaken van Erembodegem, dat een deelgemeente werd van Aalst. De plaats ligt in de Denderstreek.
De naam is mogelijk afkomstig van de familienaam De Jueden. In lokaal dialect wordt het gehucht altijd "Trejen" genaamd, wellicht verwijzend naar de hoeve "Ter Heyen".

## Bezienswaardigheden
- De traditionalistische Sint-Jozefskerk werd gebouwd in 1934, in Boomse baksteen.

## Sport
Voetbalclub SK Terjoden-Welle was aangesloten bij de KBVB en speelde een paar jaar in de nationale reeksen, tot ze in 2014 verdween. Terjoden heeft tevens een kaatsclub.

## Vervoer
In Terjoden loopt de Geraardsbergsesteenweg (N460), een gewestweg die Aalst met Geraardsbergen verbindt. Er is ook een treinstation in Terjoden, dat van Haaltert.

## Nabijgelegen kernen
Haaltert, Welle, Erembodegem, Aalst
Deelgemeenten: Aalst · Baardegem · Erembodegem · Gijzegem · Herdersem · Hofstade · Meldert · Moorsel · Nieuwerkerken

Gehuchten: Edixvelde (deels) · Terjoden (deels)

Belgische gemeenten · Arrondissement Aalst · Oost-Vlaanderen · Vlaanderen
Deelgemeenten: Denderhoutem · Haaltert · Heldergem · Kerksken

Gehuchten: Ede · Terjoden (deels)

Belgische gemeenten · Arrondissement Aalst · Oost-Vlaanderen · Vlaanderen